# Weegschaal (sterrenbeeld)

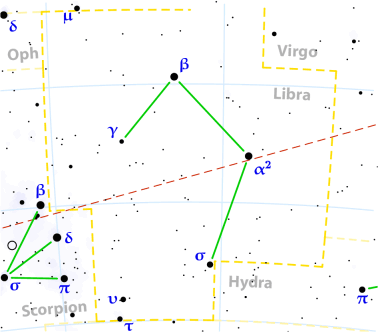
Kaart van het sterrenbeeld Weegschaal.

Weegschaal (Libra, afkorting Lib) is een sterrenbeeld aan de hemelequator. Het ligt tussen rechte klimming 14u18m en 15u59m en tussen declinatie 0° en −30°. De Weegschaal is een teken van de dierenriem, en ligt dus op de ecliptica. De zon staat elk jaar van 31 oktober tot 23 november in dit sterrenbeeld.
Het sterrenbeeld heeft in de geschiedenis bij Schorpioen (Scorpius) gehoord, en werd "Chelae Scorpionis", "de Scharen van de Schorpioen" genoemd. De naam Zuben Elgenubi betekent "zuidelijke schaar van de schorpioen".

## Sterren
(in volgorde van afnemende helderheid)
- Zuben Elschemali (β, beta Librae) (Kiffa Borealis)
- Zuben Elgenubi (α2, alpha2 Librae) (Kiffa Australis)
- Brachium (σ, sigma Librae)
- Zuben Elakrab (γ, gamma Librae)
- Zuben Elakribi (δ, delta Librae)

## Telescopisch waarneembare objecten

### New General Catalogue(NGC)
NGC 5595, NGC 5597, NGC 5605, NGC 5663, NGC 5664, NGC 5716, NGC 5726, NGC 5728, NGC 5729, NGC 5734, NGC 5741, NGC 5742, NGC 5743, NGC 5744, NGC 5745-1, NGC 5745-2, NGC 5745-3, NGC 5756, NGC 5757, NGC 5761, NGC 5766, NGC 5768, NGC 5781, NGC 5791, NGC 5792, NGC 5793, NGC 5796, NGC 5801, NGC 5802, NGC 5803, NGC 5809, NGC 5810, NGC 5812, NGC 5815, NGC 5816, NGC 5817, NGC 5849, NGC 5858, NGC 5861, NGC 5863, NGC 5872, NGC 5877, NGC 5878, NGC 5880, NGC 5883, NGC 5885, NGC 5890, NGC 5891, NGC 5892 (Fath 703), NGC 5897, NGC 5898, NGC 5903, NGC 5915, NGC 5916, NGC 5917, NGC 5959, NGC 5973, NGC 5978, NGC 5995

### Index Catalogue (IC)
IC 1055, IC 1059, IC 1060, IC 1077, IC 1080, IC 1081, IC 1084, IC 1091, IC 1104, IC 1115, IC 4455, IC 4468, IC 4476, IC 4491, IC 4501, IC 4510, IC 4513, IC 4536, IC 4538

## Bezienswaardigheden
- β Librae (Kiffa Borealis / Zuben Elschemali) is een ster die voor nogal wat controverse heeft gezorgd omwille van de groene kleur die ze ooit zou hebben uitgestraald.[bron?] Aandachtige hedendaagse waarnemers zien echter een gewone witte kleur.
- HM Librae (CCCS 2250 / CGCS 3606) is een  koolstofster op 15h 27m 30s / -25° 10', en is daarmee een van de meest roodkleurige sterren waarneembaar m.b.v. amateurtelescopen.
- NGC 5897 is een bolvormige sterrenhoop op slechts 3 graden ten zuiden van de ecliptica. Dit is dus een object dat bedekt kan worden door de maan (occultatie).

## Wanneer het best te zien?
Op het noordelijk halfrond rijst Weegschaal niet zo hoog boven de horizon. Omstreeks 10 u 's avonds bereikt het zijn hoogste punt aan het hemelgewelf.

## Aangrenzende sterrenbeelden
(met de wijzers van de klok mee)
- Slang (Serpens)
- Maagd (Virgo)
- Waterslang (Hydra)
- Centaur (Centaurus) (raakt maar op één punt)
- Wolf (Lupus)
- Schorpioen (Scorpius)
- Slangendrager (Ophiuchus)